# Cầu Invalides
Cầu Invalides (tiếng Pháp: Pont des Invalides) là một cây cầu bắc qua sông Seine thuộc địa phận Paris, Pháp. Cây cầu này gần như song song với cầu Alexandre-III, nó nối liền hai đại lộ Franklin Delano Roosevelt và đại lộ La Tour-Maubourg. Đây là cây cầu thấp nhất của Paris.
| Métro Paris | Bến tàu điện ngầm: Champs-Élysées - Clemenceau, La Tour-Maubourg hoặc Alma - Marceau |

## Lịch sử
Năm 1821 kỹ sư Claude Navier được giao thiết kế một cây cầu kiểu mới bắc qua sông Seine ở vị trí trước mặt của Điện Invalides (nay là vị trí của cầu Alexandre-III). Công trình xây dựng cây cầu treo không trụ đỡ được bắt đầu năm 1824 tuy nhiên những phức tạp về địa chất đã làm cây cầu bị phá hủy trước khi nó kịp hoàn thành. Do yêu cầu của công trình Điện Invalides, người ta đã phải lùi xuống phía hạ lưu để xây cây cầu mới, lần này là một cầu treo có 3 trụ đỡ cao 20 m trong đó có 2 trụ nằm giữa sông Seine. Việc xây dựng do hai kỹ sư de Verges và Bayard de la Vingtrie chịu trách nhiệm được hoàn thành năm 1829, tuy nhiên cây cầu này tỏ ra quá yếu và việc lưu thông qua cầu phải tạm ngừng từ năm 1850.
Năm 1854 cây cầu cũ bị phá hủy để thay thế bằng một cây cầu mới nhân dịp Triển lãm thế giới lần thứ hai năm 1855. Cây cầu này do Paul-Martin Gallocher de Lagalisserie và Jules Savarin thiết kế, các trụ cầu cũ được sử dụng lại, một trụ trung tâm được xây dựng thêm để tạo thành một chiếc cầu nhịp vòm bằng gạch. Trụ trung tâm mới được trang trí bằng hai tác phẩm điêu khắc mô tả các câu chuyện ngụ ngôn "La Victoire terrestre" (của Victor Vilain) ở thượng lưu và "La Victoire maritime" (của Georges Diebolt) ở hạ lưu, các trụ cũ cũng được trang trí thêm bằng các biểu tượng của quân đội hoàng gia, đây là tác phẩm của Astyanax-Scévola Bosio.
Năm 1878, cây cầu mới lại tiếp tục bị lún từ 25 – 30 cm, đến mùa đông năm 1880 thì mất hai nhịp cầu (được xây lại vào cuối năm). Từ sau lần tu sửa đó cầu đã vững chắc hơn và nó chỉ có thêm một lần tu sửa lớn năm 1956.